# 怀佩什海豚属
怀佩什海豚属（学名：waipatia）,是一种长得像鲨齿鲸科的齿鲸，生活于渐新世的新西兰，新西兰的怀佩什海豚属（學名：waipatia）和北美洲的西蒙海豚（學名：simocetus）都属于早期的齿鲸，在高加索也发现了为数不多的亲戚索拉鲸（學名：sulakocetus）.